# Естремадурська Вікіпедія
Естремадурська Вікіпедія (естр. Wikipedia en estremeñu) — розділ Вікіпедії естремадурською мовою. Створена у 2007 році. Естремадурська Вікіпедія станом на 26 березня 2025 року містить 3893 статті, 18 772 зареєстрованих користувачів, 28 активних дописувачів, 1 адміністратора
. Загальна кількість сторінок в естремадурській Вікіпедії — 8829, редагувань — 135 013, мультимедійні файли відсутні
. Глибина (рівень розвитку мовного розділу) естремадурської Вікіпедії мала і становить 24.6 пунктів
. 

## Історія
- Червень 2007 — створена 100-та стаття[3].
- Травень 2009 — створена 1 000-на стаття[3].
- Грудень 2011 — створена 2 000-на стаття[4].